# Aldo Boffi
Aldo Boffi (* 26. Februar 1915 in Giussano; † 26. Oktober 1987 ebenda) war ein italienischer Fußballspieler.

## Karriere
Aldo Boffi, geboren im Jahr 1915 in Giussano in der italienischen Region Lombardei im Norden des Landes, begann mit dem Fußballspielen beim Spitzenverein AC Mailand in der gleichnamigen Modemetropole. Seine erste Saison im Trikot von Milan machte er 1936/37. In 22 Ligaspielen in der Serie A erzielte er acht Tore und trug zum Erreichen des vierten Tabellenplatzes bei, während der FC Bologna den Scudetto holte. Im Jahr darauf war Boffis Torquote schon besser und er belegte nach dem Ende aller Spieltage den vierten Rang in der Liste der besten Ligatorschützen, während der AC Mailand Dritter wurde, nur drei Punkte hinter Lokalrivale und Meister Ambrosiana-Inter. In der Saison 1938/39 erreichte Milan nur einen enttäuschenden neunten Platz, Boffi allerdings wurde mit neunzehn Saisontoren bester Ligatorschütze, zusammen mit dem gebürtigen Uruguayer Ettore Puricelli in Diensten des FC Bologna, der 1938/39 die Meisterschaft erringen konnte. Auch 1939/40 schoss Aldo Boffi wieder die meisten Tore in der Serie A, diesmal 24 in dreißig Ligaspielen. Für seinen Verein endete die Saison allerdings erneut nur auf einem Mittelfeldplatz, nämlich auf Rang acht. In der Folgesaison lief es für Milan wieder besser und man wurde Fünfter, Boffi gelangen diesmal aber nur sechzehn Saisontore. Die Serie A 1941/42 schloss der AC Mailand als Tabellenzehnter ab und Aldo Boffi wurde mit 22 Toren in 26 Ligapartien Torschützenkönig, bereits zum dritten Mal in seiner noch jungen Karriere. In der nächsten Saison machte er bedingt durch eine Verletzung nur zehn Spiele, in denen ihm vier Torerfolge gelangen. Danach wurde Italiens Ligabetrieb durch den Zweiten Weltkrieg unterbrochen. 
Nach Ende des Krieges 1945 ging Aldo Boffi zu Atalanta Bergamo. Mit diesem Verein spielte er eine Saison lang in der Serie A-B 1945/46, in der die Mannschaften sich neben der Meisterschaft auch dafür qualifizieren mussten, ob sie im nächsten Jahr erst- oder zweitklassig spielten. Atalanta schaffte die Einordnung in die Serie A 1946/47, um die Meisterschaft konnte der Verein aber nicht mitspielen. Aldo Boffi machte in diesem einen Jahr, das er in Bergamo spielte, siebzehn Spiele und brachte es auf drei Tore. Zur Saison 1946/47 wechselte Boffi zum Zweitdivisionär Seregno Calcio, wo er in den nächsten sechs Jahren in der Serie B und ein Jahr lang in der Serie C Fußball spielte. In der Saison 1946/47 schoss er 32 Tore in 36 Ligaspielen und trug mit dazu bei, dass Seregno Vierter in der Girona A wurde, was die beste Platzierung des heutzutage unterklassigen Vereins in der Serie B überhaupt bedeutete. Boffi spielte schließlich bis 1952 bei Seregano, ehe er seine Karriere im Alter von 37 Jahren beendete.
Aldo Boffi lief zweimal für die italienische Fußballnationalmannschaft auf. Diese beide Länderspiele unter Vittorio Pozzo verteilten sich auf die Jahre 1938 und 1939. Sowohl beim 2:0-Erfolg gegen die Schweiz am 20. November 1938 in Bologna als auch bei der 2:5-Niederlage gegen die Nationalmannschaft des Deutschen Reiches in Berlin am 26. November 1939 blieb der Angreifer ohne Torerfolg. 